# Mihai Covaliu
Mihai Claudiu Covaliu (n. 5 noiembrie 1977, Brașov, România) este un fost scrimer român, laureat cu aur la Jocurile Olimpice din 2000 și bronz la Olimpiada din 2008 și campion mondial în 2005. În prezent este antrenor principal al CS Dinamo București și al lotului olimpic de sabie masculin al României, de asemenea a fost președintele Federației Române de Scrimă și în prezent este președintele Comitetului Olimpic și Sportiv Roman. Membru în Comitetului Executiv din cadrul Asociației Comitetului Olimpic European (EOC), de asemenea ocupă poziția de președinte al comisiei de marketing si comunicare a EOC. Este membru in comisia ”Anturajul Sportivului” din cadrul Comitetului Olimpic Internațional (CIO) și membru în comisia de marketing si surse noi de finanțare din cadrul Asociației Comitetelor Olimpice Naționale (ANOC). 

## Carieră
Primul sport practicat a fost fotbalul. S-a apucat de scrima la vârsta de nouă ani, după ce antrenorii de la CS „Tractorul” au făcut o prezentare la școală. Mama sa l-a incurajat să persevereze în ciuda metodelor dure de pregătire folosite de antrenori. În anul 1998 s-a transferat la CS BNR București, apoi la CS Dinamo, al cărui membru este încă în prezent. A fost pregătit de multi antrenori, printre altii : Mihai Ticușan, Gabriel Duțea, Alexandru Chiculiță, Mihai Orița și Emilian Nuță.

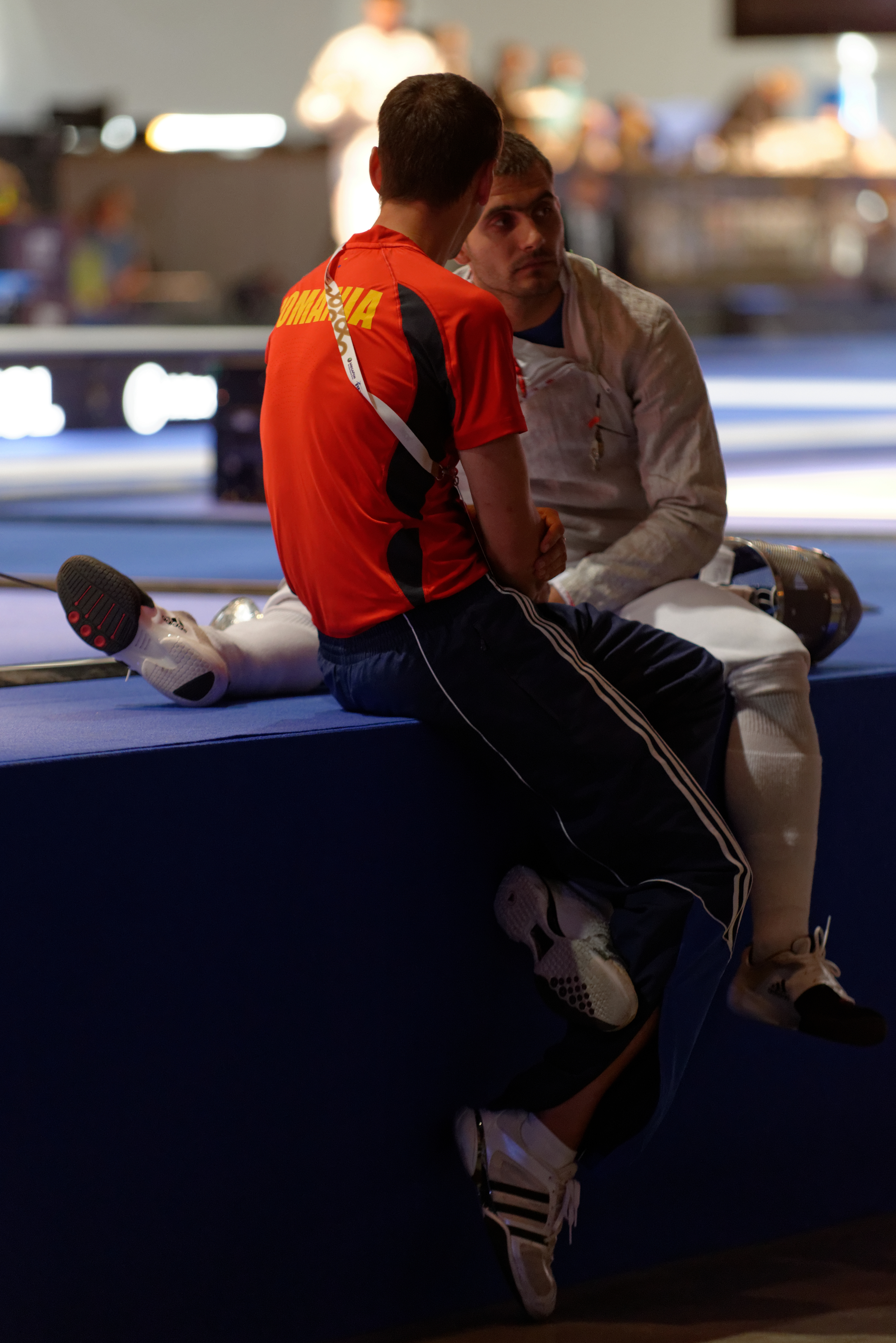
Covaliu (din spate) îl sfătuiește pe Dolniceanu la CM din 2013

La Jocurile Olimpice din 2000 de la Sydney a generat o surpriză ajungând în finală, după ce l-a învins pe francezul Damien Touya, favoritul probei. Apoi a trecut de un alt francez, Mathieu Gourdain, cu scorul 15-12. A devenit primul campion olimpic la sabie din România și a urcat pe primul loc în clasamentul mondial. Pentru acest rezultat a fost numit Maestru Emerit al Sportului și a primit Ordinul național „Pentru Merit” în grad de comandor.
La Jocurile Olimpice din 2004 de la Atena a pierdut la o tușă în sferturile de finală cu maghiarul Zsolt Nemcsik, care avea sa câștige medalia de argint în cele din urmă. A încheiat concursul pe locul 7. La Campionatul Mondial din 2005 de la Leipzig a ajuns ușor pana în finală, unde a trecut cu scorul 15-12 de triplul campion olimpic, rusul Stanislav Pozdniakov. A fost remarcat pentru „entuziasmul, forma fizică, tehnica virtuoză, stilul său simplu”. I-a dedicat victoria fiului său Vlad, născut cu o zi înainte de plecarea la Leipzig.
La Jocurile Olimpice din 2008 de la Beijing a ajuns în sferturile de finală fără prea multe probleme. A câștigat strâns cu belarusul Aliaksandr Buikevici, apoi l-a întâlnit pe francezul Nicolas Lopez, pe care-l învinsese mereu până atunci. Mihai Covaliu a condus meciul, scorul fiind 11-7, dar atacurile sale de la distantă nu i-au reușit și Nicolas Lopez a putut egala, apoi se impune cu scorul 15-13. În finala mică a trecut de un alt francez, Julien Pillet, cucerind medalia de bronz. Pentru acest rezultat a primit Ordinul “Meritul Sportiv” clasa a III-a cu 2 barete.
După Olimpiada de la Beijing s-a retras și a devenit antrenor principal scrimă la CS Dinamo și la lotul olimpic de sabie masculin. Sub îndrumarea sa, România a cucerit medalia de argint la Campionatul European din 2009 de la Plovdiv, apoi, în același an, medalia de aur la Campionatul Mondial din 2009 de la Antalya, Rareș Dumitrescu fiind vicecampion mondial la individual. Pentru aceste realizări a primit Ordinul național „serviciul credincios” în grad de cavaler. Cosmin Hănceanu și echipa României au obținut argintul la Campionatul Mondial din 2010 de la Paris, și România a devenit vicecampioană olimpică la Jocurile Olimpice din 2012 de la Londra. Prin urmare, Mihai Covaliu a fost promovat la gradul de ofițer al Ordinului „Serviciul Credincios”.
În aprilie 2013 a fost ales președinte al Federației Române de Scrimă după ce președinta în exercițiu, Ana Pascu, a decis să nu își mai reînnoiască candidatura. A rămas antrenorul lotului de sabie masculin, cu care a cucerit medalia de argint la Campionatul Mondial din 2013 de la Budapesta, Tiberiu Dolniceanu fiind laureat cu bronz. În același an, Mihai Covaliu a fost inclus în Hall of Fame-ul scrimei de către Federația Internațională de Scrimă. În noiembrie 2016 a fost ales președinte al Comitetului Olimpic și Sportiv Roman.

## Viața personală
A absolvit Universitatea „Alexandru Ioan Cuza” din Iași, profilul "Educație fizică și Sport" și deține un masterat în managementul sportului.
În 2001 s-a căsătorit cu Irina Drăghici, care făcea parte din lotul feminin de sabie. Împreună au doi copii, Vlad Gabriel și Elena Amalia. Vlad este și el sabrer.

## Distincții
- 2000: Ordinul național „Pentru Merit” în grad de comandor[7]
- 2004: Ordinul “Meritul Sportiv” clasa a I[17]
- 2008: Ordinul “Meritul Sportiv” clasa a III-a cu 2 barete[10]
- 2009: Ordinul național „Serviciul Credincios” în grad de cavaler[11]
- 2012: Ordinul național „Serviciul Credincios” în grad de ofițer[12]
- 2023: Ordinul „Coroana României”, în grad de cavaler[18].

## Legăturiexterne
- en  Mihai Covaliu la Sports-Reference.com (arhivat la 1 aprilie 2020)